# 2-methoxyethanol
2-Methoxyethanol je organická sloučenina patřící mezi glykolethery, se vzorcem C3H8O2, bezbarvá kapalina používaná hlavně jako rozpouštědlo. Jako i další glykolethery rozpouští mnoho různých druhů sloučenin a mísí se s vodou a řadou dalších rozpouštědel. Vyrábí se nukleofilní reakcí methanolu s protonovaným ethylenoxidem, následovanou přenosem protonu:
C2H5O+ + CH3OH → CH3OCH2CH2OH + H+
2-methoxyethanol má jako rozpouštědlo využití v lacích, barvách, a pryskyřicích. Také se přidává do leteckých nemrznoucích směsí. V organokovové chemii jej lze použít na přípravu Vaskova komplexu a jiných podobných sloučenin, jako je karbonylchlorohydridotris(trifenylfosfin)ruthenatý komplex; při těchto reakcích slouží alkoholová skupina jako zdroj hydridových iontů a oxidu uhelnatého.
2-methoxyethanol poškozuje kostní dřeň a varlata. Vystavení této látce zvyšuje riziko granulocytopenie, makrocytické anémie, oligospermie, a azoospermie.
Methoxyethanol se působením alkoholdehydrogenázy přeměňuje na kyselinu methoxyoctovou (methoxyacetát), která je vlastní příčinou jeho toxických účinků; následky otravy lze zmírnit ethanolem a kyselinou octovou. Methoxyacetát může vstupovat do Krebsova cyklu, kde vytváří kyselinu methoxycitronovou (methoxycitrát).